# Wiesław Cempa
Wiesław Cempa (* 1. Juli 1970 in Nowy Sącz) ist ein ehemaliger polnischer Skilangläufer.

## Werdegang
Cempa, der für den WKS Zakopane startete, belegte bei den Olympischen Winterspielen 1992 in Albertville den 63. Platz über 10 km klassisch, den 52. Rang über 30 km klassisch, den 48. Platz in der Verfolgung und den 32. Platz über 50 km Freistil. Im folgenden Jahr holte er bei den nordischen Skiweltmeisterschaften in Falun mit dem 26. Platz über 50 km Freistil seine einzigen Weltcuppunkte. Zudem kam er dort auf den 59. Platz über 10 km klassisch, auf den 40. Rang in der Verfolgung und auf den 33. Platz über 30 km klassisch. Sein letztes Weltcuprennen absolvierte er im November 1996 in Kiruna, das er auf dem 24. Platz mit der Staffel beendete. Bei polnischen Meisterschaften siegte Cempa viermal mit der Staffel (1990, 1992, 1993, 1995), jeweils zweimal über 10 km klassisch (1992, 1993) und 15 km Freistil (1992, 1993) und jeweils einmal über 10 km Freistil (1993), 30 km (1992) und 50 km (1993).